# Hemibystra anura
Hemibystra anura là một loài tò vò trong họ Ichneumonidae.